# Nouvelle-Crobuzon
Vous pouvez aider à l'améliorer ou bien discuter des problèmes sur sa page de discussion.
- Son admissibilité est à vérifier. Vous êtes invité à le compléter pour expliciter son admissibilité, en y apportant des sources secondaires de qualité. (Marqué depuis avril 2025)
- Il ne s’appuie pas, ou pas assez, sur des sources secondaires ou tertiaires. (Marqué depuis avril 2025)
- La pertinence de son contenu est remise en cause. Considérez-le avec précaution. (Marqué depuis avril 2025)
- Il doit être recyclé. La réorganisation et la clarification du contenu sont nécessaires. (Marqué depuis avril 2025)

- Archive Wikiwix
- Bing
- Cairn
- DuckDuckGo
- E. Universalis
- Gallica
- Google
- G. Books
- G. News
- G. Scholar
- Persée
- Qwant
- (zh) Baidu
- (ru) Yandex
- (wd) trouver des œuvres sur Wikidata

Nouvelle-Crobuzon est le nom d'une cité-État de fiction créée par China Miéville dans son roman Perdido Street Station. Cette ville fait partie de l'univers de fiction Bas-Lag dans lequel se déroulent également les romans Les Scarifiés, situé dans la cité-État Armada, et Le Concile de fer, qui prend également place au sein de Nouvelle-Crobuzon.

## Inspiration et création
China Miéville s'est exprimé à propos de son inspiration à propos de Nouvelle-Crobuzon :

« Je m'inspire constamment des livres que j'ai lu précédemment, parfois même sans me rappeler ce qui m'influence au moment de l'écriture. Nouvelle-Crobuzon est très fortement inspirée des romans The Malacia Tapestry de Brian Aldiss publié en 1976 et Les Voies d'Anubis de Tim Powers publié en 1983, mais ces œuvres m'ont imprégné si profondément que je ne me rendais initialement pas compte de leur importance par rapport à d'autres influences. »

— China Miéville
Plusieurs critiques ont noté que Nouvelle-Crobuzon rappelle le Londres victorien,, mais notent parfois d'autres influences possibles comme Le Caire moderne et le vieux carré français de La Nouvelle-Orléans.

## Géographie, climat et environs
Nouvelle-Crobuzon étend sa domination sur un bassin versant le long de la côte est du continent Rohagi, dans le monde de Bas-Lag. La ville elle-même est située autour des rivières Poix et Chancre, dont le confluent forme la rivière plus large et plus navigable Bitume. Le Bitume connecte Nouvelle-Crobuzon à la baie de Fer, à une quinzaine de kilomètres à l'Est de la ville. Les montagnes qui séparent Nouvelle-Crobuzon du reste de Rohagi sont appelées les monts de la Ballerine.
Le bassin occupé par Nouvelle-Crobuzon est vaste et son terrain est très variable. Le Nord-Ouest de la ville est décrit dans Les Scarifiés comme « une longue étendue de broussaille et de marigots » inhabitée, se terminant finalement au pied des montagnes du Bezhek. Immédiatement au Sud se trouve une forêt importante appelée le bois de Rude, au-delà de laquelle se trouve une zone appelée les marais. Finalement, les marais cèdent la place aux Collines de Mendiant. Au delà se trouve l'Hélice-à-Grain: une région agricole qui fournit à Nouvelle-Crobuzon une grande partie de ses denrées alimentaires.
Divers établissements tributaires parsèment les terres autour de New Crobuzon. La plupart ne sont guère plus que des hameaux agricoles ; cependant, Bécume, situé à l'embouchure de la rivière Poix, est suffisamment remarquable pour être cité dans Les Scarifiés.
En termes de climat, Nouvelle-Crobuzon occupe une zone tempérée avec des changements saisonniers réguliers : l'automne et l'hiver sont plus froids que le printemps et l'été. Plus tôt dans son histoire, Nouvelle-Crobuzon était capable de contrôler, ou au moins de fortement influencer, la météo locale à travers l'utilisation d'un « moteur aéromorphique ». Ce dispositif n'a cependant pas fonctionné depuis plus de cinq siècles au moment des évènements narrés dans Perdido Street Station, Les Scarifiés et Le Concile de fer.

## Calendrier
Nouvelle-Crobuzon fonctionne sur des journées, semaines et mois standards. Les années sont appelés « Anno Urbis » et sont probablement décomptées depuis la fondation de la cité-État : ainsi 1779 années après la création de la ville est noté « Anno Urbis 1779 » ou tout simplement « 1779 ».
Les détails concernant le calendrier de Nouvelle-Crobuzon ne sont pas tout à fait complets. Les sept jours qui sont nommés sont cendredi, gridi (traduit par nigerdi dans Les Scarifiés), piscidi, embarcadi, chaînedi, crânedi et fuidi, ce qui pourrait impliquer une semaine de sept jours. Les années possèdent douze mois mais seulement onze sont mentionnés : lunuaire, soluaire, copulet, chet, melluaire, tathis, sinn, octuaire, crustôse, auraire et poussière. Lunuaire est le premier mois de l'année (il suit la Saint-Sylvestre) ; chet et melluaire semblent constituer une partie du printemps de Nouvelle-Crobuzon ; tathis, sinn et octuaire sont les mois d'été ; crustôse et auraire terminent la saison d'automne.

## Histoire et chronologie

### Histoire
L'histoire de Nouvelle-Crobuzon avant 1500 est obscure et peu détaillée, mais d'autres détails sont donnés par l'auteur dans une interview à Dragon Magazine. Même si aucun des romans ne donnent d'informations à propos des origines de la ville, l'auteur révèle que Crobuzon était un petit village dans l'estuaire de la rivière Bitume (un personnage dans Perdido Street Station mentionne également « Crobuzon »).
Aux environs de l'année Anno Urbis 100, la ville est complètement incendiée par un raid pirate ; les survivants se déplacent en amont de la rivière à l'endroit où se trouve actuellement le Marais-aux-Blaireaux et fondent une nouvelle ville appelée Nouvelle-Crobuzon. Ses habitants gardent le vieux calendrier commençant par la fondation de la « vieille » Crobuzon.
Les romans ne donnent pas d'information à propos du premier millénaire de l'existence de la ville, ni sur les relations et transitions entre l'ancienne ville et Nouvelle-Crobuzon. L'événement documenté le plus ancien de l'histoire de Nouvelle-Crobuzon est l'arrivée de commerçants khépri entre les années 1000 et 1100, résultant peut-être de la prise de contact par un marchand-explorateur néo-crobuzonais nommé Joli Cœur avec le pays d'origine des Khépri sur le continent Bered Kai Nev. Deux siècles plus tard, un phénomène météorologique anormal s'abat sur la ville, amenant à la construction du moteur aéromorphique permettant le contrôle de la météo. Cet événement, appelé « tempête de Torsion », est vraisemblablement suivi par les « Années Pleines », une ère d'une durée indéterminée dont un personnage dans Les Scarifiés suggère qu'elle a été l'âge d'or de Nouvelle-Crobuzon.
La période faste de Nouvelle-Crobuzon se termine au cours des dernières décennies du XVe siècle et c'est à partir de ce moment que l'histoire de la cité-État devient plus détaillée. Aux environs de 1500, le plus magnifique et inefficace navire de guerre de Bas-Lag est construit, le Grand Esterne. Peu de temps après, Nouvelle-Crobuzon se trouve mêlée à une campagne militaire épique appelée les Guerres Flibustières, au cours de laquelle le Grand Esterne est capturé par la ville pirate Armada. Nouvelle-Crobuzon sort victorieuse des Guerres Flibustières en 1544, après la destruction de la cité-État rivale de Suroch avec des « bombes à Torsion ». C'est à cette époque que la Fileuse prend résidence sous la ville et que le moteur aéromorphique cesse de fonctionner correctement.
Cent ans après être sorti des Guerres Flibustières, le gouvernement de Nouvelle-Crobuzon dépêche une petite expédition scientifique dans les ruines de Suroch. Une grande partie des membres de l'expédition meurt de façon horrible et assez étrange à la suite des retombées non encore dispersées. La scène est si horrible que l'un des hommes de l'expédition pense que les habitants de la ville doivent connaître les dommages causés par les armes à Torsion. Il publie ses rapports et héliotypes, contre la volonté du maire et du Parlement et déclenche ainsi les émeutes sacramundiennes de 1689, à propos desquelles un personnage affirme dans Perdido Street Station qu'elles « ont bien failli causer la chute du gouvernement ».
Plus ou moins en même temps que cet événement, une migration forcée des Khépri vers Nouvelle-Crobuzon se met en place. Leur patrie a été dévastée des années auparavant par une catastrophe mystérieuse dénommée la « Dévoration », amenant à un exode vers des continents inconnus. Pendant plus de deux décennies, des Khépri sont arrivés dans les ports de Nouvelle-Crobuzon, pour finalement s'installer dans des ghettos où ils étaient relativement à l'abri de la persécution.
Perdido Street Station commence et se termine à l'été 1779. Les Scarifiés débute cinq ou six mois plus tard et se conclut en 1780. Nouvelle-Crobuzon est en proie à des troubles tout au long de ces deux années : grèves, troubles civils, une épidémie de cauchemars engendrés par des créatures exotiques nommées gorgones, une guerre avortée avec Armada, pour n'en citer que quelques-uns.
Les événements décrits dans Les Scarifiés et Le Concile de fer sont séparés par une période de près de trente ans, ce dernier commençant en 1805 et se terminant l'année suivante. Au cours des décennies écoulées, les problèmes de Nouvelle-Crobuzon croissent de façon exponentielle. Une corporation privée entreprend la construction d'une voie de chemin de fer à travers le Rohagi mais ne parvient pas à la terminer. La ville se purge violemment d'une population précédemment clandestine de machines sentientes. La dépression économique s'installe et l'hostilité envers le gouvernement augmente. À un certain moment entre 1780 et 1804, Nouvelle-Crobuzon entre en guerre contre la nation de Tesh, guerre qui prend fin en 1806 avec une issue incertaine. À la fin du roman Le Concile de fer, les troubles civils augmentent à un point tel que la loi martiale devient nécessaire pour maintenir le gouvernement en place.

### Chronologie
0 : fondation du village de Crobuzon dans l'estuaire de la rivière Bitume, une zone qui sera plus tard connue sous le nom de Marais-aux-Blaireaux.
Vers 100 : Crobuzon est rasé par des pirates ; les survivants abandonnent les ruines et se déplacent en amont de la rivière Bitume pour fonder Nouvelle-Crobuzon.
1000–1100 : le marchand-explorateur néo-crobuzonais Joli Cœur prend contact avec les Khépri de Bered Kai Nev. Les Khépri commencent à arriver à Nouvelle-Crobuzon.
1300 : une « tempête de Torsion » s’abat sur Nouvelle-Crobuzon ; le moteur aéromorphique est construit.
1300–1500 : les « Années Pleines ». Nouvelle-Crobuzon est au sommet de sa puissance militaire, économique et technologique.
1500 : l'achèvement du Grand Esterne marque la fin officielle des « Années Pleines ».
1500–1544 : les Guerres Flibustières. Armada s'empare du Grand Esterne.
1544 : Nouvelle-Crobuzon détruit la cité-État de Suroch avec des « bombes à Torsion », mettant ainsi fin aux Guerres Flibustières. La Fileuse prend résidence sous la ville.
1644 : le gouvernement de Nouvelle-Crobuzon parraine une expédition scientifique dans les ruines de Suroch.
1689 : Sacramundi, un des survivants de l'expédition à Suroch, publie ses notes et héliotypes sans l'approbation du gouvernement. Les habitants de Nouvelle-Crobuzon sont tellement horrifiés que des émeutes éclatent dans toute la vile.
1689–1709 : à la suite de la « Dévoration », les Khépri quittent leur continent pour migrer vers Nouvelle-Crobuzon.
1779–1780 : les événements de Perdido Street Station se déroulent pendant l'été. Six à huit mois plus tard, ce sont ceux du roman Les Scarifiés.
1780–1804 : Nouvelle-Crobuzon entre en guerre avec la cité-État rivale de Tesh.
1793 : la Guerre des Artéfacts. Nouvelle-Crobuzon se purge de sa population d'automates.
1805–1806 : déroulement des événements du roman Le Concile de fer.

## Gouvernement et politique
Le système gouvernemental de Nouvelle-Crobuzon est une république parlementaire mais dans les faits il s'agit plutôt d'une oligarchie autoritaire « corrompue », « impitoyablement mercantiliste », avec des ambitions colonialistes.

### Pouvoir exécutif
Le maire est à la tête de l'exécutif de Nouvelle-Crobuzon. Dans Perdido Street Station et Le Concile de fer, le maire est dépeint comme possédant des pouvoirs presque dictatoriaux. Dans Perdido Street Station, par exemple, le maire Bentham Buseroux ordonne l'enlèvement et la torture de dissidents présumés sans fournir plus de justifications.

#### Maires connus
- Dagman Beyn a été maire plus de deux siècles avant les événements décrits dans Perdido Street Station, durant une partie ou la totalité des Guerres Flibustières. Il est connu pour avoir maire au moment où la Fileuse a décidé de résider sous la ville.
- Bentham Buseroux est le maire de Nouvelle-Crobuzon dans Perdido Street Station et Les Scarifiés. Il est en quelque sorte l'incarnation de l'autorité corrompue du gouvernement, excluant toute émotion, stoïque sous la pression, ayant peu de personnalité mais avec un désir hors du commun de maintenir sa situation. Perdido Street Station ne fournit qu'un instantané de son administration interminable ; dans Le Concile de fer, il est décrit comme ayant été maire « depuis toujours ». Il a un problème avec ses yeux qui nécessite leur remplacement récurrent.
- Collod a été un maire dont la période de gouvernement est décrite dans Perdido Street Station comme « épouvantable ». Il possédait des fermes cactus (leur signification exacte n'est jamais donnée) ; néanmoins, il est sous-entendu que ces exploitations ont été utilisées pour asservir ou emprisonner des Cactacés.
- Mantagonie est brièvement mentionné dans Perdido Street Station comme étant maire au moment où le bio-philosophe Calligine a réussi à se Recréer avec des ailes mécaniques. Il a exercé vers la fin du XVIIe siècle.
- Trémulo, dit le Réformateur, a gagné son surnom en faisant construire des logements à loyer réduit pour les anciens combattants des Guerres Flibustières. Dans Le Concile de fer, il est dit que son mandat a eu lieu « deux siècles plus tôt », peu de temps après celui de Dagman Beyn.
- Triesti est devenu maire à la suite de l'assassinat d'Élisa Tube-Fulcher.
- Élisa Tube-Fulcher a été dans Perdido Street Station une ministre de l'Intérieur froide, calculatrice et imperturbable au service de Bentham Buseroux. Au début du roman Le Concile de fer, elle est devenue maire, ayant succédé à Bentham Buseroux après sa mort. Elle y est décrite comme raciste, réactionnaire et vénale. Les protagonistes du roman, certes partisans, lui attribuent ainsi qu'à son administration toutes sortes d'atrocités. Elle est assassinée au cours de l'histoire.
- Turgisadi a été maire environ un siècle avant les événements de Perdido Street Station.

### Pouvoir législatif
Le Parlement élu de Nouvelle-Crobuzon détient apparemment le pouvoir législatif, bien qu'il soit décrit dans Perdido Street Station comme étant inactif et irresponsable, un peu comme le Sénat romain après l'essor de l'Empire. Le Parlement est divisé en une poignée de partis politiques, que les protagonistes dans Perdido Street Station et Le Concile de fer considèrent tout simplement comme un réseau de copinage.

#### Partis politiques connus
Quatre partis politiques sont mentionnés dans Perdido Street Station, et un cinquième, le Parti de la nouvelle plume, apparaît dans Le Concile de fer.
- Divers-cité : des personnages dans Perdido Street Station laissent entendre que ce parti représente la population non-humaine de Nouvelle-Crobuzon (les Xénians). Un protagoniste de ce roman les traite de « salauds de collabos ». Les discours pro-xénians du Parti divers-cité apparaissent aux yeux des séditieux comme un stratagème pour s'attirer les votes libéraux.
- Gros soleil : il est le parti majoritaire au Parlement durant les évènements narrés dans Perdido Street Station et Le Concile de fer, et probablement dans Les Scarifiés. Dans Perdido Street Station, la ville est dirigée par le maire Bentham Buseroux ; dans Le Concile de fer, son ministre de l'Intérieur, Élisa Tube-Fulcher, l'a remplacé.
- Nouvelle plume : fondé sur la haine de toutes les races non-humaines, le Parti de la nouvelle plume semble être un parti dissident du Parti des trois plumes. Dans Le Concile de fer, ses adhérents portent des chapeaux melons cerclés de fer.
- Trois plumes : il est sous-entendu dans Perdido Street Station et Le Concile de fer que le Parti des trois plumes est basé sur le racisme. Ses adhérents semblent en opposition à toutes les races non-humaines.
- Voir enfin la lumière : il semble être un parti idéaliste pseudo-libéral mais aucune information n'est donnée à propos des politiques prônées en son sein.

### Pouvoir judiciaire
Comme dans le monde réel, le système judiciaire de Nouvelle-Crobuzon s'intéresse principalement à entendre les différends et à imposer une sentence aux transgresseurs. Les juges de Nouvelle-Crobuzon sont appelés magistrats ; ils travaillent tous sous de faux noms et portent des masques pour se protéger d'éventuelles représailles.
Les sentences décidées par le système judiciaire de Nouvelle-Crobuzon sont extrêmement dures et terrifiantes. Les crimes allant du petit vol à l'assassinat sont presque toujours sanctionnés par de lourdes peines de prison et par la Recréation — un processus douloureux et grotesque de mutilation du corps d'une personne.

### Droit de vote et élections
Le suffrage à Nouvelle-Crobuzon n'est pas universel. Ceux qui paient un impôt suffisant acquièrent le droit de voter (ce n'est pas un impôt par tête mais plutôt une qualification automatique). Toute autre personne désirant acquérir le droit de voter doit tenter la « loterie électorale » qui offre ce droit à ses gagnants. Les groupes de gauche et les cellules séditieuses affirment que ce système est très corrompu.

### Forces armées
La Milice agit non seulement comme la force de police de Nouvelle-Crobuzon, mais également en tant qu'armée permanente et service de renseignement. Dans Perdido Street Station, la Milice  ressemble à une police secrète, maintenant l'ordre non pas avec des agents en uniforme, mais plutôt avec des agents doubles, des indicateurs rémunérés, du chantage et surtout de la peur. Trente ans plus tard, dans Le Concile de fer, la Milice patrouille ouvertement dans les rues de Nouvelle-Crobuzon et ses agents sont utilisés comme des soldats contre la nation rivale de Tesh, la Cité du Liquide Stagnant. En tout temps, les agents de la Milice sont cagoulés ou masqués.
La Milice a plusieurs branches spécialisées. La section connue sous le nom de Garde d'Hermine est chargée de la protection du maire. Lorsque le maire quitte la sécurité du Parlement sur l'île d'Horrore et se rend dans la ville proprement dite, les gardes d'Hermine l'accompagnent et remplacent temporairement la Milice régulière postée à cet endroit. Le serment que les membres de la Garde d'Hermine doivent prononcer est : « Je n'entends et ne vois que ce que m'autorisent le maire et ma charge ». Ses membres ont la réputation d'être totalement incorruptibles bien que, pendant Le Concile de fer, cela se révèle ne pas être tout à fait vrai. Une autre section de la Milice est les Perdidae, qui assure une sécurité dédiée à la gare de Perdido.
Nouvelle-Crobuzon entretient également une marine de guerre, qui en temps de paix sert à protéger les intérêts maritimes de la cité-État. Dans Les Scarifiés, environ la moitié de la marine de guerre de Nouvelle-Crobuzon est déployée contre Armada et, bien qu'elle perde le combat, elle est néanmoins décrite comme une force assez intimidante qui inflige des dommages importants à la cité pirate.

### Groupes séditieux
Un journal illégal intitulé Le Fléau endémique est dépeint dans Perdido Street Station comme la principale source d'opposition et de contestation de Nouvelle-Crobuzon. Les employés du Fléau endémique, appelés familièrement les Fléaux, opèrent à travers une cellule dormante afin d'éviter de se faire capturer par le gouvernement.
L'insatisfaction à l'égard du gouvernement en place est si répandue au moment du roman Le Concile de fer que de nombreux autres groupes séditionistes se sont formés. Bien qu'étant des factions disparates, ces groupes tentent de coordonner leurs activités à travers une alliance mouvante appelé le Comité. Le personnel du Fléau endémique est quant à lui dépeint comme ayant dégénéré en une tripotée inefficace d'intellectuels de gauche, satisfaits de passer leurs nuits à se plaindre du gouvernement de Nouvelle-Crobuzon mais ne passant jamais à l'action.
Les autres forces antigouvernementales notables sont :
- Les Flexibles : un groupe subversif d'artistes de performance, nommé ainsi en mémoire de Benjamin Flex, un précédent rédacteur du Fléau endémique qui fut capturé, torturé et exécuté par le gouvernement de Bentham Buseroux dans le roman Perdido Street Station.
- Le gang de Toro : une petite bande de terroristes urbains se battant contre la tyrannie du Parlement au sens le plus littéral. Ils étaient dirigés par un Recréé qui portait un casque de métal géant en forme de tête de taureau et c'est ce qui a donné son nom au groupe.
- Les LibRecréés : essentiellement dirigé par Jacques l'Exauceur pendant les années 1770 — et peut-être plus tôt —, les LibRecréés sont des Recréés qui refusent d'accepter leur sort d'esclaves du gouvernement. Ils opèrent en petits groupes ou seuls, tant au sein de la ville qu'en dehors. Beaucoup deviennent des brigands, des bandits ou des terroristes urbains.

## Quartiers de la ville
- Arbrecosse : des docks.
- Bec de Chancre : un quartier riche, emplacement du moteur aéromorphique.
- Bercaille : un ghetto khépri. Bien que la plupart des bâtiments aient été construits en même temps que le reste de la ville, ils ont été largement remodelés en résidence scarabes. Quartier relativement prospère[6], Bercaille est fondamentalement le centre de la culture khépri dans Bas-Lag, étant habité par les descendants des derniers survivants de la civilisation khépri, qui ont fui une catastrophe sur un lointain continent.
- Bord : un quartier de la vieille-ville.
- Champs-de-Salacus : un quartier bohème, populaire parmi les habitants de gauche de Nouvelle-Crobuzon. Beaucoup d'artistes vivent ou travaillent dans ce quartier et il est particulièrement plus socialement progressiste et libéral que les tous les autres quartiers. Au moment du roman Le Concile de fer, il est considéré par les protagonistes comme étant devenu un quartier de bobos, largement abandonnés par les artistes les plus radicaux.
- Chiure : un taudis sans lois construit autour d'une extension de chemin de fer abandonné dans le bois de Rude. C'est le ghetto des Garuda.
- Chnum : un quartier riche.
- Crachâtre : un quartier de la vieille-ville, triangulaire, construit avec de vieilles maisons en pierre. Il est célèbre pour ses usines de punition près de la rivière qui fournissent des Recréés à la ville.
- Crassecoude : un quartier d'usines, également connu sous le nom de Village Didacaï.
- Criqueval : un bidonville khépri, qui n'affiche pas l'histoire khépri à l'inverse de qui est visible à Bercaille, son quartier cousin plus riche. Certains résidents de Criqueval pensent que Bercaille n'a pas de réelle légitimité vis-à-vis de la culture khépri et arbore simplement une version recyclée du peu qui a été conservé lors de l'exode khépri vers Nouvelle-Crobuzon.
- Croix-de-Sobek : un quartier disposant de grands jardins, avec des ruines d'un monastère, entouré de quartiers plutôt pauvres.
- Dermeau : un quartier avec de vieilles et hautes maisons à ossature de bois. Sa partie sud ressemble un peu au quartier attenant de Muscide. La partie nord de Dermeau est l'emplacement de la Serre avec des logements pour les Cactacés de classe inférieure.
- Le Freux : quartier du centre-ville où sont situés la gare de Perdido, plaque tournante du transport de la ville, le bâtiment de l'ambassade et la Tour Pointue, siège de la Milice.
- Frontifiel : une banlieue de la classe moyenne.
- Grospire : des docks et des usines.
- Île d'Horrore : un petit îlot entouré par la rivière Bitume, près du Marais-aux-Blaireaux. L'îlot est dominé par le bâtiment du Parlement de Nouvelle-Crobuzon, siège du gouvernement de la ville et maison du maire. Il est relié au reste de la ville par le réseau de câbles aériens de la Milice qui relie également la Tour Pointue et les autres tours de la Milice. À son sud-est se trouve un îlot plus petit et vierge connu sous le nom de Petite Horrore.
- Malverse : un bidonville.
- Marais-aux-Blaireaux : un quartier scientifique. Parce que les adeptes de la science à Bas-Lag comprennent un large éventail de physiciens, chiméristes, bio-philosophes et tératologistes, chymistes, nécrochymistes, mathématiciens, chtoniciens, métallurgistes et chamanes vodyanoi, les déchets combinés des habitants du Marais-aux-Blaireaux peuvent être à la fois dangereux et aléatoires. Les blaireaux font de bons animaux pour porter des messages en raison de leur immunité naturelle à ces éléments.
- Muscide : un quartier pauvre, surpeuplé, peu onéreux mais pas particulièrement dangereux.
- Noireverse : des docks.
- Osseville : un quartier pauvre, connu pour son dédale labyrinthique de rues et nommé ainsi pour les Côtes — son monument proéminent ayant la forme d'un squelette gargantuesque partiellement enterré. L'origine des os est inconnue, mais des émanations mystiques s'en dégagent, ayant apparemment causé malchance et accidents durant les tentatives de construction aux alentours. Ses habitants sont largement considérés comme des « voleurs de quartiers ».
- Palus-au-chien : un bidonville.
- Réverboue : des docks et des usines.
- Schèque : un quartier de la vieille-ville dans lequel vivent « les boutiquiers, les directeurs les moins haut placés et les ouvriers des usines les mieux rémunérés ». C'est un quartier bondé, irrégulièrement constitué de vieilles maisons en briques.
- Sentinette : un quartier assez vieux et prospère avec de larges rues et de vieux bâtiments bien entretenus. Avec le fameux glasheim, une façade composée d'un vitrail vieux de plusieurs siècles située près de la Piazza della Settimana di Polvere, Sentinette est décrit dans Le Concile de fer comme « l'un des plus jolis quartiers de la ville ».
- Serpolet : une banlieue de la classe moyenne.
- La Serre : un ghetto cactacé qui est littéralement une serre géante préservant les niveaux de température et d'humidité que les Cactacés du désert préfèrent. Cependant, il ne peut contenir qu'un tiers de la population cactacée et ainsi un bon nombre d'entre eux habitent le nord de Dermeau autour de la Serre. Seuls les Cactacés sont autorisés à l'intérieur et les autorités de la Serre sont dans une certaine mesure indépendantes du reste de Nouvelle-Crobuzon.
- Sinispire : un quartier faisant partie de la vieille ville. Auparavant le quartier des élites, avec des rues larges et des grandes demeures, il a été abandonné par les habitants riches perturbés par le smog et le bruit de l'industrie de Tournefoutre de part et d'autre de la berge. Beaucoup de maisons ont été reconstruites et sont devenus des habitations pour artisans. Quelques maisons dans Sinispire sont vieilles de mille ans ; le pont Peignequeue est décrit dans Perdido Street Station comme « l'un des édifices les plus anciens de la cité ».
- Sonneur : un bidonville.
- Terrasol : un quartier d'usines.
- Tournefoutre : une ancienne zone industrielle, maintenant une énorme casse industrielle ainsi qu'une zone de stockage de déchets. Au moment de Perdido Street Station, il est devenu la demeure du Concile Artefact.
- Vertige :  ce quartier est divisé en deux parties : Vertige Est et Vertige Ouest. C'est un vieux quartier noble avec de larges rues et d'élégants bâtiments baroques.
- Vexilmont : le quartier des élites, rempli de banquiers, fonctionnaires, riches artistes et des grands patrons de l'industrie. Il est décrit dans Le Concile de fer comme « un paysage de larges voies, de demeures fastueuses donnant directement sur la rue, et flanquées à l'arrière de jardins somptueux ». Une petite partie de Vexilmont a été construite avec des maisons à bas prix pour les anciens combattants des Guerres Flibustières (situées dans un quartier riche conformément à la politique de « fusion sociale » du maire Trémulo, dit le Réformateur), mais celle-ci s'est vite transformée en bidonville puis a été embourgeoisée et transformée en une sorte de bidonville-musée pour les gens riches.

## Science, technologie et magie
Les capacités technologiques de Nouvelle-Crobuzon sont incontestablement steampunk ou postcyberpunk :  des machines à différences, des robots à engrenages, des ballons dirigeables à hélium, des armes à feu, des moyns primaires pour photographier, des trains et des navires propulsés par la combustion du charbon, tout cela foisonne dans les trois romans situés dans Bas-Lag. Pourtant, malgré tout cela, les citoyens de Nouvelle-Crobuzon semblent au XVIIIe siècle n'utiliser que les inventions laissés par leurs ancêtres. Ils n'ont par exemple apparemment plus le savoir-faire nécessaire pour réparer le moteur aéromorphique de la ville. D'autre part, la crainte généralisée envers les machines artificiellement intelligentes pousse le gouvernement de Nouvelle-Crobuzon à détruire sa population d'artefacts en 1793. Nouvelle-Crobuzon peine à avancer en matière de réalisations scientifiques et technologiques, ayant laissé de côté ce domaine depuis son apogée atteint des centaines d'années auparavant. De temps en temps, une nouvelle technologie peut être redécouverte et il est suggéré dans Le Concile de fer que le phonographe et les lampes au néon pourraient en être des exemples.
Là où la science échoue, cependant, la magie entre en jeu. Nouvelle-Crobuzon abrite une grande population de magiciens — communément dénommés « thaumaturges » — qui sont capables de gagner substantiellement leur vie grâce à leur métier. La Milice utilisent des thaumaturges, ainsi que les organisations criminelles et le secteur privé. Les bio-thaumaturges trouvent souvent du travail dans la Recréation ; leurs compétences leur permettent de faire pratiquement n'importe quelle greffe ou modification sans provoquer de traumatisme mortel pour la victime, les rendant potentiellement experts chirurgiens. Cependant, un tel praticien reste à trouver et le poste semble attirer les psychopathes sadiques qui se délectent de l'occasion d'infliger un sort pire que la mort à des criminels condamnés. Pourtant, dans la cité pirate d'Armada, il existe des Recréateurs qui n'utilisent pas leur art pour punir mais plutôt pour améliorer des personnes. Cet art obscur est traité comme une science, avec des cours disponibles sur le sujet à l'université de Nouvelle-Crobuzon ; un poste élevé à la faculté va souvent de pair avec un poste élevé au gouvernement.
Après la purge des artefacts, la demande de golémistes — thaumaturges spécialisés dans la création de golems — a augmenté. Les golems à Nouvelle-Crobuzon et dans Bas-Lag peuvent être créés à partir de n'importe quelle substance ou concept abstrait. Dans Le Concile de fer, il y a des golems constitués (entre autres choses) d'eau, de lumière, de sons, de corps, de rails, de pierre et même de temps. Il existe une autre branche de la magie, à peu près similaire : la magie liée à la capacité d'invoquer et de contrôler des élémentaux, capacité possédée par des thaumaturges appelés elementarii. Des élémentaux de clair de lune ou de chair sont parmi les choses les plus bizarres que l'on puisse voir dans Bas-Lag.

## Correspondance des noms de lieux
| Nom traduit en français | Nom original anglais |
| Quartiers               | Quartiers            |
| ----------------------- | -------------------- |
| Arbrecosse              | Kelltree             |
| Bec de Chancre          | Canker Wedge         |
| Bercaille               | Kinken               |
| Bord                    | Rim                  |
| Champs-de-Salacus       | Salacus Fields       |
| Chiure                  | Spatters             |
| Chnum                   | Chnum                |
| Crachâtre               | Spit Hearth          |
| Crassecoude             | Smog Bend            |
| Criqueval               | Creekside            |
| Croix-de-Sobek          | Sobek Croix          |
| Dermeau                 | Riverskin            |
| Le Freux                | The Crow             |
| Frontifiel              | Gallmarch            |
| Grospire                | Gross Coil           |
| Île d'Horrore           | Strack Island        |
| Malverse                | Badside              |
| Marais-aux-Blaireaux    | Brock Marsh          |
| Muscide                 | Flyside              |
| Noireverse              | Murkside             |
| Osseville               | Bonetown             |
| Palus-au-chien          | Dog Fenn             |
| Réverboue               | Echomire             |
| Schèque                 | Sheck                |
| Sentinette              | Nigh Sump            |
| Serpolet                | Serpolet             |
| La Serre                | Glasshouse           |
| Sinispire               | Petty Coil           |
| Sonneur                 | Chimer               |
| Terrasol                | Sunter               |
| Tournefoutre            | Griss Twist          |
| Vertige                 | Gidd                 |
| Vexilmont               | Flag Hill            |